# Egil Kapstad
Egil Kapstad (* 6. August 1940 in Oslo; † 13. Juli 2017 ebenda) war ein norwegischer Jazzpianist, Arrangeur und Komponist.

## Leben und Wirken
Kapstad wurde Anfang der 1960er Jahre als Mitglied von Frode Thingnæs’ Quintett bekannt. Von 1962 bis 1964 leitete er ein eigenes Trio, daneben arbeitete er mit Karin Krog. 1964–1965 war er Mitglied von Bjørn Johansens Quartett und trat mit Thorleif Østerengs Orchester auf.
1965 studierte er Kontrapunkt, Harmonielehre und Zwölftontechnik bei Bjørn Fongård und Instrumentation bei Sigurd Berge. 1967 entstand Syner, sein erstes Album als Bandleader. In den 1970er Jahren gehörten neben Krog und Johansen Paul Weeden, Harald Gundhus und Bjarne Nerem zu seinen musikalischen Partnern. 1977 erhielt er den Buddyprisen.
Seit 1977 arbeitete er mit den Ensembles von Magni Wentzel. Mit dem Lyriker Rolf Jacobsen entstand die LP Til Jorden. In den 1980er Jahren trat er mit Bands wie dem Appaloosa Mainstream Ensemble (1980–1984), der Nordic Be-Bop Society und der Friends Connection auf und spielte Aufnahmen mit Thorgeir Stubø und Per Husby ein.
In Zusammenarbeit mit dem Lyriker Jan Erik Vold entstand ab 1986 eine Reihe von Plattenaufnahmen (Den dagen Lady døde, 1986; Blåmann! Blåmann! mit Chet Baker, 1988; Sannheten om trikken er at den brenner, 1990; Pytt Pytt Blues, 1992; Obstfelder Live på Rebekka West, 1993; Her er huset som Per bygde, 1996). Als Hauspianist des Labels Gemini spielte er Aufnahmen mit Totti Bergh, Laila Dalseth, Al Cohn, Kenny Davern, Flip Phillips und Bjarne Nerem ein. Für seine Alben Cherokee und Remembrance erhielt er jeweils den Spellemannprisen in der Kategorie Jazz. In den 1990er Jahren entstanden Aufnahmen u. a. mit George De Leon, Karin Krog, Staffan William-Olsson und Hilde Hefte. Im Weiteren arbeitete er mit Red Mitchell, Barney Kessel, Bob Brookmeyer, Jan Garbarek, Sheila Jordan, Philip Catherine und Toots Thielemans.
Außerdem komponierte Kapstad mehr als fünfzig Schauspielmusiken sowie Musik für Kino- und Fernsehfilme. Seine Komposition Duomo wurde im Nidarosdom vom Knabenchor des Doms und dem Trondheim Symfoniorkester uraufgeführt. Kapstad schrieb auch Streichquartette und andere Werke in kammermusikalischer Besetzung und für Jazzensemble.

## Diskographie
- Egil Kapstad Choir & Orchestra Syner, 1967
- Friends, 1980
- Epilog: Bill Evans in Memoriam, 1984
- Cherokee, 1988
- Remembrance (Gemini 1994)
- Bjørn Johansen in Memoriam, 2003
- Wolfvoices, 2003
- Jan Erik Vold / Egil Kapstad Drømmemakeren Sa (2008)